# Glória a Deus nas alturas
O Glória a Deus nas alturas, também conhecido pelo nome latino Gloria in excelsis Deo, é um antiquíssimo hino utilizado na liturgia cristã. Juntamente com o Magnificat, o Benedictus e o Nunc dimittis, e diversos outros cânticos do Antigo Testamento, o Gloria foi incluído no Livro de Odes, uma antiga coletânea litúrgica encontrada em alguns manuscritos da Septuaginta.

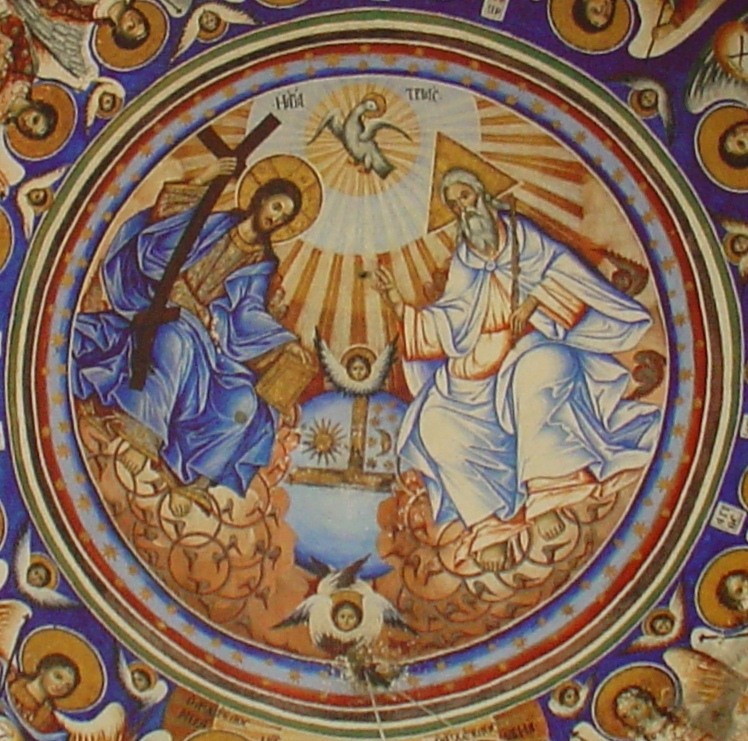

## Texto do Glória a Deus nas alturas
| Em português | Em latim |
| --- | --- |
| Glória a Deus nas alturas e paz na terra aos homens de boa vontade. Senhor Deus, Rei dos céus, Deus Pai todo-poderoso: nós Vos louvamos, nós Vos bendizemos, nós Vos adoramos, nós Vos glorificamos, nós Vos damos graças, por vossa imensa glória. Senhor Jesus Cristo, Filho Unigénito, Senhor Deus, Cordeiro de Deus, Filho de Deus Pai: Vós que tirais o pecado do mundo, tende piedade de nós; Vós que tirais o pecado do mundo, acolhei a nossa súplica; Vós que estais à direita do Pai, tende piedade de nós. Só Vós sois o Santo; só Vós, o Senhor; só Vós, o Altíssimo, Jesus Cristo; com o Espírito Santo†, na glória de Deus Pai. Amém. | Gloria in excelsis Deo et in terra pax hominibus bonae voluntatis. Laudamus te, benedicimus te, adoramus te, glorificamus te, gratias agimus tibi propter magnam gloriam tuam, Domine Deus, Rex caelestis, Deus Pater omnipotens. Domine Fili unigenite Jesu Christe, Domine Deus, Agnus Dei, Filius Patris, qui tollis peccata mundi, miserere nobis. Qui tollis peccata mundi, suscipe deprecationem nostram. Qui sedes ad dexteram Patris, miserere nobis. Quoniam tu solus sanctus, tu solus Dominus, tu solus altissimus, Jesus Christe, cum sancto Spiritu†, in gloria Dei Patris. Amen. |

## Uso litúrgico

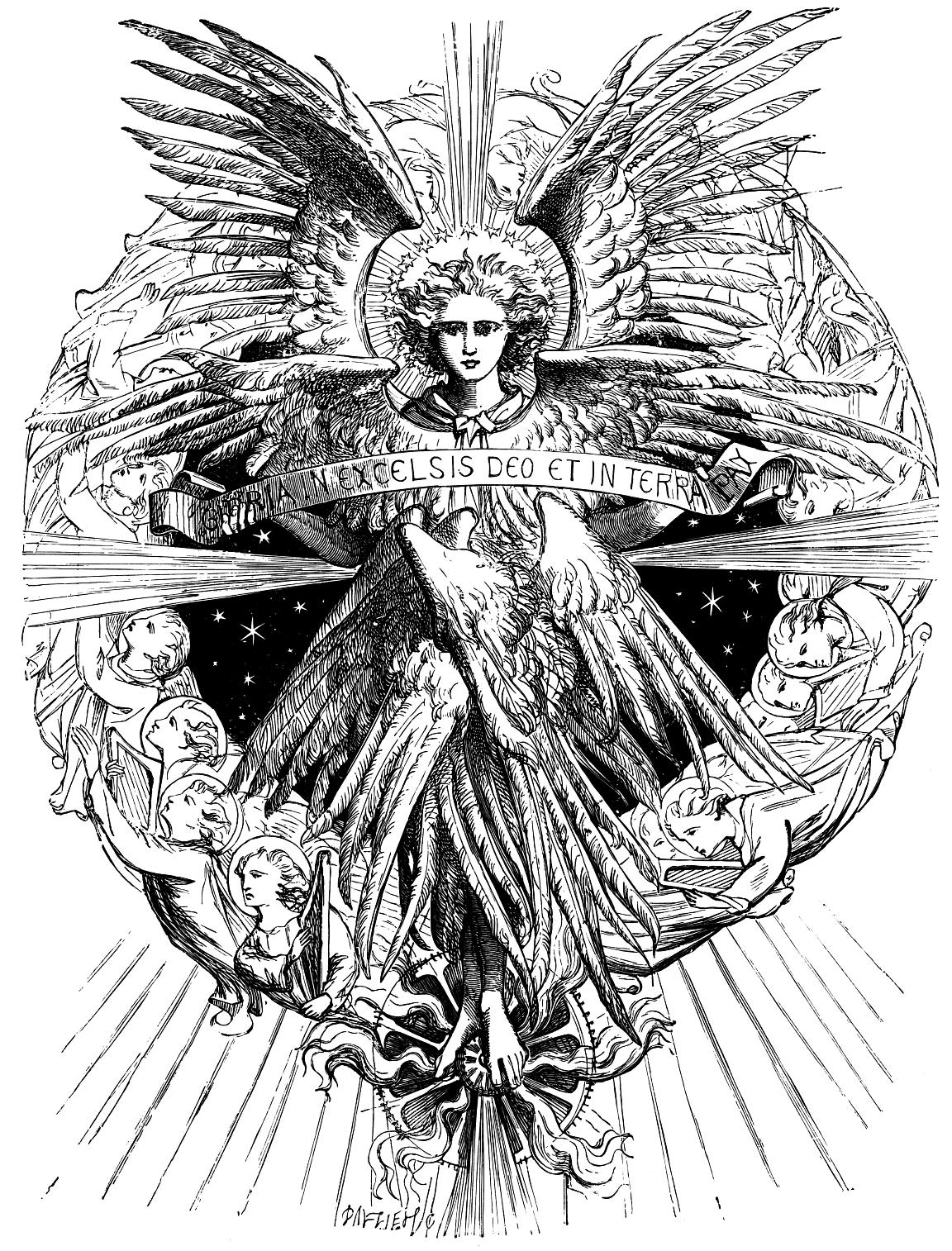
Anjo do Cântico de Belém

O Glória a Deus nas alturas é actualmente utilizado na celebração da Missa, cantado ou recitado por todos, em todas as festas e principalmente na noite de Natal ou solenidades litúrgicas e ainda aos domingos, excepto os do Advento e os da Quaresma. Nos dias de semana de qualquer tempo litúrgico não se recita o hino do Glória, excepto nas semanas do Tempo Pascal quando o canto é recitado.
Desde há muitos séculos utilizado na liturgia católica e luterana, o Glória a Deus nas alturas é, por esse motivo, uma das partes da missa enquanto composição musical.

## Origem e significado
Apesar de iniciar com as palavras dos anjos que saudaram o nascimento de Jesus na anunciação aos pastores (Lucas 2:14), este é um hino pascal. Inicialmente, era cantado apenas na missa presidida pelo bispo, sendo que o presbítero só o entoava na noite de Páscoa. A sua forma mais antiga é testemunhada no Oriente cristão a partir do ano 400.
O hino é um cântico de louvor cristológico, ao contrário do que muitos afirmam ser um canto de louvor trinitário. Após a introdução Gloria in excelsis Deo louva-se a Deus Pai. De seguida, Jesus Cristo é aclamado como Cordeiro de Deus imolado e presente na glória, ao qual se pede piedade. Termina com uma profissão de fé (Só vós sois o Santo...) e pela referência ao Espírito Santo. O hino é selado pela aclamação Amém.